# Skarven
|  | Denne artikel er oprettet af botten PalnaBot ud fra en ekstern database. Den kan derfor have sproglige fejl eller mangler. Denne skabelon kan fjernes efter kontrol af indholdet. |

Skarven er en film instrueret af Arthur Christiansen.

## Handling
Ved Tranekær Sø på Langeland findes Danmarks eneste skarvekoloni. Fuglenes reder er i 20 meter høje trætoppe. Skarven flyver godt og balancerer let på de tynde grene. Skarvens unger fodres med fisk og drikkevand. Skarven tørrer sine vinger i blæsten.